# Ньютон, Фредерик
Фредерик Ньютон (англ. Frederick Newton; 1951, Доминика — 1986, Розо, Доминика) — доминикский военный, в 1978—1986 — командующий Силами самообороны Доминики. В 1981 участвовал в попытке государственного переворота против правительства Юджинии Чарлз. В 1983 приговорён к смертной казни, в 1986 повешен.

## Командующий войсками Джона
Подробности биографии Фредерика Ньютона в открытых источниках не представлены. Известно, что военное обучение в 1970-х он проходил в Силах обороны Гайаны. Это свидетельствует о левой политической ориентации (в Гайане тренировались также «12 апостолов» — костяк будущей Народно-революционной армии Гренады).
Фредерик Ньютон был сторонником Доминикской лейбористской партии, принадлежал к окружению её лидера Патрика Джона.
3 ноября 1978 года была провозглашена независимость Доминики. Лейбористское правительство возглавил Патрик Джон. Командование Силами самообороны Доминики (DDF) премьер Джон поручил Фредерику Ньютону, возведённому в звание майора.

## Попытки переворота
DDF под командованием Ньютона участвовали в силовом конфликте 29 мая 1979 года, пытались подавить массовые протесты против правления Патрика Джона.
На парламентских выборах 1980 года лейбористы потерпели поражение. К власти пришла Доминикская партия свободы во главе с Юджинией Чарлз. Одним из первых актов нового правительства стал законопроект об увольнении из DDF офицеров, уличённых или подозреваемых в уголовных преступлениях. Это вызвало сопротивление командования DDF.
30 декабря 1980 военнослужащие при поддержке доминикских растаманов организовали демонстрацию в Розо. Несколько недель спустя был похищен и убит растаманами фермер Тед Ханичёрч. Правительство Чарлз расценило происходящее как военный заговор и ввело чрезвычайное положение. 7 марта 1981 DDF были расформированы, несколько офицеров, в том числе майор Ньютон, арестованы, но вскоре освобождены.
В апреле 1981 группа неонацистов и ку-клукс-клановцев запланировала вторжение на Доминику с целью восстановления власти Патрика Джона (Операция «Красная собака»). На острове они рассчитывали на поддержку бывших военнослужащих DDF. Общность целей доминикских леворадикалов и американо-канадских белых расистов создавалось враждебностью к Юджинии Чарлз и — по её оценкам — проектом создания на Доминике базы наркомафии. План был сорван ФБР, организаторы арестованы. Патрик Джон также арестован на Доминике и помещён в тюрьму.
Последняя попытка переворота была предпринята 19 декабря 1981 года. Одним из её руководителей был Фредерик Ньютон. Двенадцать боевиков атаковали шатб-квартиру полиции и тюрьму в Розо, пытаясь освободить Патрика Джона. С обеих сторон погибли 3 человека, 9 получили ранения. Полицейские силы, лояльные правительству Юджинии Чарлз, подавили путч. Фредерик Ньютон был арестован и опознан как участник нападения и убийства полицейского.

## Суд и казнь
В январе 1983 года доминикский суд приговорил к смертной казни шестерых участников путча, в том числе Фредерика Ньютона. Пятерым осуждённым приговор был заменён на пожизненное заключение, но в отношении Фредерика Ньютона — как организатора заговора и убийства — оставлен в силе. 8 августа 1986 Ньютон был казнён через повешение, несмотря на многочисленные просьбы правозащитных и религиозных организаций сохранить ему жизнь.
Фредерик Ньютон стал единственным осуждённым, подвергнутым смертной казни за период независимости Доминики.